# Lasse-Majas Deckarhus
Lasse-Majas Deckarhus (stiliserat LasseMajas Deckarhus) är en attraktion i Gamla Linköping som öppnades 17 februari 2023. Attraktionen bygger på böckerna om LasseMajas detektivbyrå av Martin Widmark och illustratören Helena Wills och är uppdelad i tre mysterier för besökare att lösa: Campingmysteriet, Tågmysteriet och Slottsmysteriet. Intill finns också ett temacafé, Café Panini och Bernard.

## Historik
I november 2021 berättade Martin Widmark att han tagit initiativet att bygga en nöjesattraktion i Linköping med tema på  detektivbyrå. Sommaren 2022 började utställningen byggas i Fenomenmagasinets gamla lokaler i Gamla Linköping och planerades öppna redan samma år.
I november 2022 annonserades det att utställningen skulle öppna till sportlovet 2023 och i samband lanserades ett tillägg i LasseMaja appen, Deckarhuset & nyckeltjuven utvecklat av Gro Play, där användare kan lösa mysteriet med stölden av nyckeln till Lasses och Majas deckarhus.
Utställningen öppnades för testning den 30 januari 2023  och invigdes officiellt den 17 februari 2023.

## Innehåll
Attraktionen är uppdelad i tre huvuddelar Campingmysteriet, Tågmysteriet och Slottsmysteriet som besökare kan välja mellan. Mysterierna är uppdelade i 7 kapitel vardera och innehåller en kombination av digitala och fysiska uppdrag.

## Besökare
Under attraktionens mest besökta månad i juli 2023 besökte runt 8 500 personer attraktionen.